# Championnats du monde de boxe amateur 2001
Navigation
Édition précédente Édition suivante
Les 11e championnats du monde de boxe amateur masculins se sont déroulés du 3 au 10 juin 2001 à Belfast, Irlande du Nord, sous l'égide de l'AIBA (Association Internationale de Boxe Amateur).

## Résultats

### Podiums
| Catégories                    | Or                   | Argent             | Bronze                                |
| Poids mi-mouches (-48 kg)     | Yan Bartelemí        | Marian Velicu      | Ronald Siler Harry Tanamor            |
| Poids mouches (-51 kg)        | Jérôme Thomas        | Wladimir Sidorenko | Vladimir Alexandrov Georgiy Balakshin |
| Poids coqs (-54 kg)           | Guillermo Rigondeaux | Agasi Agagüloğlu   | Sergey Danilchenko Suriel Rotas       |
| Poids plumes (-57 kg)         | Ramaz Paliani        | Galib Dzhafarov    | Majid Jelili Joni Turunen             |
| Poids légers (-60 kg)         | Mario Kindelán       | Vladimir Kolesnik  | Aleksandr Maletin Filip Palić         |
| Poids super-légers (-63,5 kg) | Diógenes Luna        | Dimitar Stilianov  | Willy Blain Yuriy Solotov             |
| Poids welters (-67 kg)        | Lorenzo Aragón       | Anthony Thompson   | Sherzog Husanov James Moore           |
| Poids super-welters (-71 kg)  | Damián Austin        | Marian Simion      | Fabio Ciro di Corcia Bülent Ulusoy    |
| Poids moyens (-75 kg)         | Andrey Gogolev       | Utkirbek Haydarov  | Yordanis Despaigne Carl Froch         |
| Poids mi-lourds (-81 kg)      | Yevgeniy Makarenko   | Viktor Perun       | John Dovi Claudio Rasco               |
| Poids lourds (-91 kg)         | Odlanier Solís       | David Haye         | Sultan Ibragimov Vyacheslav Uselkov   |
| Poids super-lourds (+91 kg)   | Ruslan Chagaev       | Aleksey Masikin    | Witali Boot Pedro Carrión             |

### Tableau des médailles
| Place | Pays                   | Médaille d'or, monde | Médaille d'argent, monde | Médaille de bronze, monde | Total |
| ----- | ---------------------- | -------------------- | ------------------------ | ------------------------- | ----- |
| 1     | Cuba                   | 7                    | 0                        | 2                         | 9     |
| 2     | Russie                 | 2                    | 0                        | 3                         | 5     |
| 3     | Turquie                | 1                    | 1                        | 1                         | 3     |
| 3     | Ouzbékistan            | 1                    | 1                        | 1                         | 3     |
| 5     | France                 | 1                    | 0                        | 2                         | 3     |
| 6     | Ukraine                | 0                    | 4                        | 3                         | 7     |
| 7     | Roumanie               | 0                    | 2                        | 1                         | 3     |
| 8     | Bulgarie               | 0                    | 1                        | 1                         | 2     |
| 8     | États-Unis             | 0                    | 1                        | 1                         | 2     |
| 8     | Angleterre             | 0                    | 1                        | 1                         | 2     |
| 11    | Kazakhstan             | 0                    | 1                        | 0                         | 1     |
| 12    | Allemagne              | 0                    | 0                        | 1                         | 1     |
| 12    | Croatie                | 0                    | 0                        | 1                         | 1     |
| 12    | Philippines            | 0                    | 0                        | 1                         | 1     |
| 12    | Finlande               | 0                    | 0                        | 1                         | 1     |
| 12    | Irlande du Nord        | 0                    | 0                        | 1                         | 1     |
| 12    | Italie                 | 0                    | 0                        | 1                         | 1     |
| 12    | République dominicaine | 0                    | 0                        | 1                         | 1     |
| 12    | Suède                  | 0                    | 0                        | 1                         | 1     |
| Total | 19 pays médaillés      | 12                   | 12                       | 24                        | 48    |